# 法羅群島足球協會
法羅群島足球協會（簡稱FSF）是法羅群島的足球主管團體，總部設於托爾斯港，負責組織各級聯賽（最高級別是法羅群島足球超級聯賽）及法羅群島國家隊。
由1942年至1978年，法羅群島的足球事務由「法羅體育協會」（Faroese Sports Association，簡稱ÍSF）負責統籌，而法羅群島足球協會在1979年1月13日成立接管相關職務。1988年7月2日獲准加入國際足協，而1990年4月18日加入歐洲足協成為會員。

## 外部連結
- Official website （页面存档备份，存于）
- Faroe Islands （页面存档备份，存于） at FIFA site
- Faroe Islands （页面存档备份，存于） at UEFA site